# 大阪灯台
大阪灯台（おおさかとうだい）は、大阪府大阪市此花区夢洲東にある灯台、および海上保安庁第五管区海上保安本部の管理するレーダー塔である。別名「ハーバーレーダー」。

## 概要
1964年から1990年まで大阪港の中央突堤にあった「大阪船舶通航信号所」の後継として建設された。人工島の夢洲の南西端に建ち、塔高は50mで、日本一の高さとされる出雲日御碕灯台（43.65m）よりも高い。付近は埋め立て工事地区であって一般人が近づくことはできない。